# Каттлея Варнера
Каттлея Варнера (лат. Cattleya warneri) — многолетнее травянистое растение семейства Орхидные.
Вид популярен в комнатном и оранжерейном цветоводстве, широко представлен в ботанических садах.

## Синонимы
По данным Королевских ботанических садов в Кью:
- Cattleya labiata var. warneri (T.Moore ex R.Warner) A.H.Kent in H.J.Veitch, 1887
- Cattleya trilabiata Barb.Rodr., 1877
- Cattleya warneri var. amoena L.C.Menezes, 1992
- Cattleya warneri var. caerulea L.C.Menezes, 1992
- Cattleya warneri var. semialba L.C.Menezes, 1992
- Cattleya warneri f. caerulea (L.C.Menezes) F.Barros & J.A.N.Bat., 2004

## Естественные гибриды
По данным Королевских ботанических садов в Кью:
- × Sophrocattleya albanensis (Rolfe) Van den Berg & M.W.Chase, 2001 — (Cattleya warneri × Sophronitis grandis) 
sin. Cattleya silvana Pabst, 1976

## Этимологияи история описания
Назван в честь английского коллекционера орхидей 1800-х годов Роберта Варнера.
Вид не имеет устоявшегося русского названия, в русскоязычных источниках используется научное название Cattleya warneri.
Английское название — Warner’s Cattleya.

## Ареал, экологические особенности

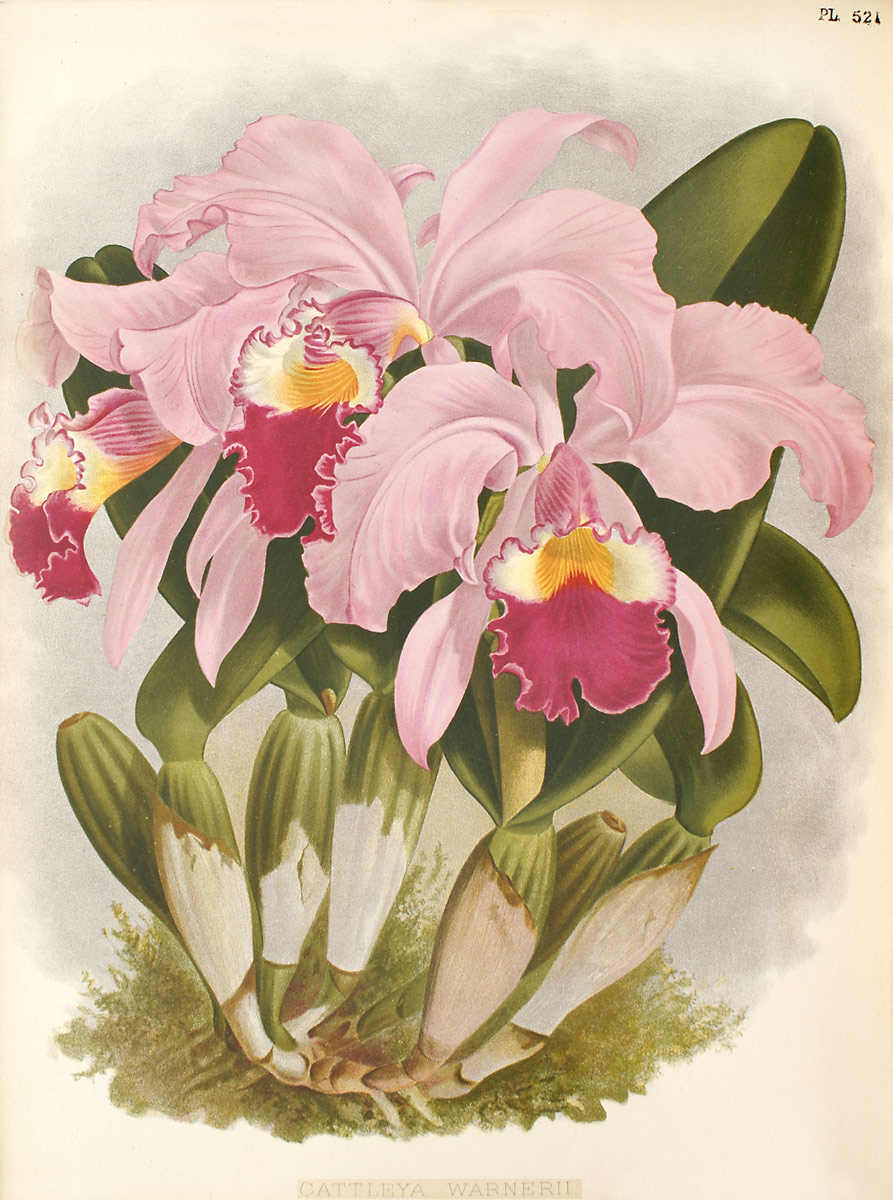
Ботаническая иллюстрация из книги «The Orchid Album» 1897 г.

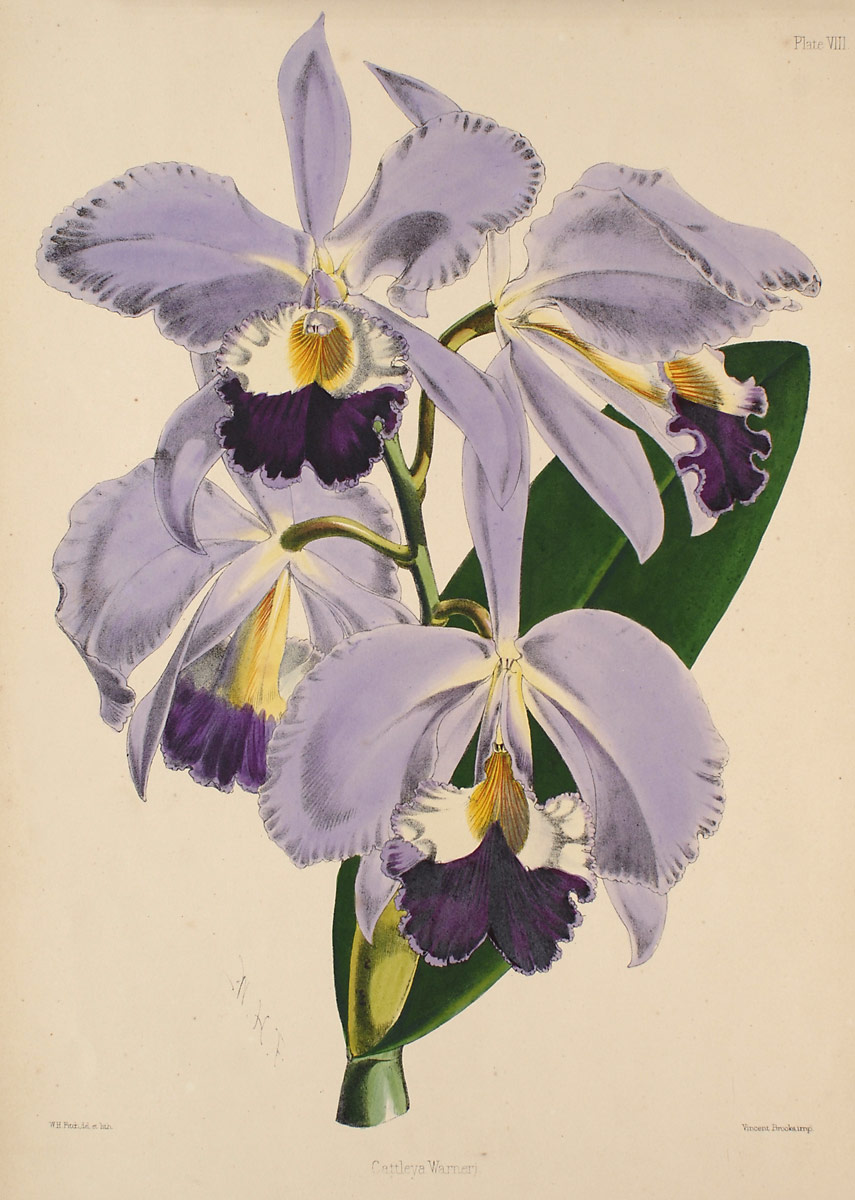
Ботаническая иллюстрация из "Select orchidaceous plants", first series, plate 8. 1862-1865 гг.

Бразилия. Штаты: Эспириту-Санту, Баия, Минас-Жерайс.
Эпифит, реже литофит. Растёт на небольших высотах, 500—1000 метров над уровнем моря. Цветение в конце весны — в начале лета.
Cattleya warneri входит в Приложение II Конвенции CITES.
 Цель Конвенции состоит в том, чтобы гарантировать, что международная торговля дикими животными и растениями не создаёт угрозы их выживанию. Приложение включает все виды, которые в данное время хотя и не обязательно находятся под угрозой исчезновения, но могут оказаться под такой угрозой, если торговля образцами таких видов не будет строго регулироваться в целях недопущения такого использования, которое несовместимо с их выживанием; а также другие виды, которые должны подлежать регулированию для того, чтобы над торговлей образцами некоторых видов из первого списка мог быть установлен эффективный контроль.

## Биологическое описание
Симподиальные растения средних размеров. 

Псевдобульбы однолистные, булавовидные, 35-50 см в длину, слегка сжатые с боков.

Листья продолговато-эллиптические, 12-25 см в длину.

Цветоносы кистеобразные, несут несколько цветков.

Цветки около 15-20 см в диаметре, обладают сильным и приятным ароматом. Сепалии и петалии розово-лиловые, передняя доля губы сильно гофрирована, яркого пурпурного цвета. Горловина жёлто-оранжевая с белыми или бледно-фиолетовыми полосками.

## В культуре
Температурная группа — тёплая в период вегетации, в период покоя умеренная.
В США рост новых побегов начинается в феврале. В период роста Cattleya warneri нуждается в тёплой и влажной атмосфере. После окончания цветения наступает период покоя во время которого растения содержат при более низкой температуре и редком поливе.
Имеет много разновидностей с различной окраской цветком включая белую и несколько почти белых форм.
Посадка в горшок или корзинку для эпифитов с субстратом из сосновой коры средней или крупной фракции. Субстрат после полива должен почти полностью просыхать. Для полива лучше использовать воду прошедшую очистку методом обратного осмоса.
Относительная влажность воздуха 60-80 %.
Освещение: прямой солнечный свет в первой и второй половине дня с лёгким притенением в середине дня при интенсивном движении воздуха.
Подкормки только в период активной вегетации комплексным удобрением для орхидей в минимальной концентрации 1-3 раза в месяц.

## Литература

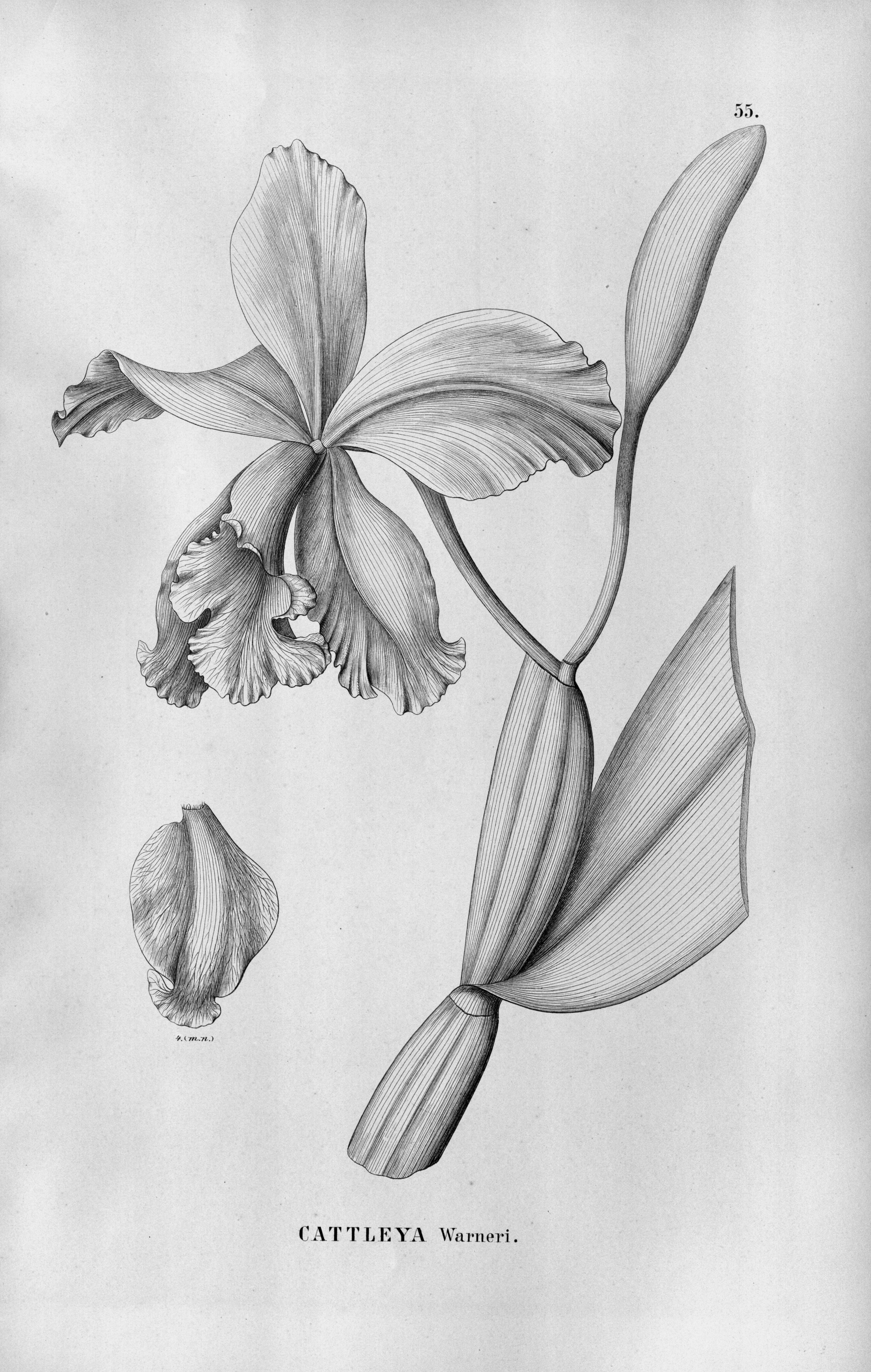
Cattleya warneri
Ботаническая иллюстрация из книги «Flora Brasiliensis» vol. 3 pt. 5 tab. 55. 1898—1902 гг.